# MGM Grand Garden Arena
MGM Grand Garden Arena er en arena i Las Vegas i USA. I arenaen arrangeres blandt andet koncerter samt arrangementer indenfor boksning og MMA.
Arenaen er velkendt for adskillige professionelle mega-boksekampe som Evander Holyfield vs. Mike Tyson II, Oscar De La Hoya vs. Floyd Mayweather, Oscar De La Hoya vs. Manny Pacquiao, Floyd Mayweather vs. Saúl Álvarez og Floyd Mayweather vs. Manny Pacquiao.